# Porphyrinia egestosa
Porphyrinia egestosa är en fjärilsart som beskrevs av Max Wilhelm Karl Draudt 1935. Porphyrinia egestosa ingår i släktet Porphyrinia och familjen nattflyn. Inga underarter finns listade i Catalogue of Life.